# Billy dos barrets
Billy dos barrets (títol original en anglès: Billy Two Hats) és un western estrenat el 1974, dirigit per Ted Kotcapf. Els actors principals són Gregory Peck, Desi Arnaz Jr. i Jack Warden.

## Argument
Arch Deans i la seva banda acaben de robar un banc, matant una persona. El xèrif Henry Gifford mata un dels bandits i captura Billy, un mestís indi. Aquest últim aconsegueix advertir Arch Deans que fuig. El xèrif porta Billy per ser jutjat i es para a casa de Copeland, un antic caçador de bisó per passar-hi la nit. Al matí, Arch Deans allibera Billy després d'haver ferit el xèrif però es trenca la cama quan el seu cavall és mort pel fusell de llarg abast que Copeland utilitzava per als bisons. Els dos còmplices volen travessar la frontera mexicana abans que el xèrif es posi a la seva persecució. Arriben a la granja dels Spencer i persuadeixen el granger de portar Arch Deans a una ciutat per ser cuidat contra una suma de diners mentre Billy es queda a la granja amb la seva dona...

## Repartiment
- Gregory Peck: Arch Deans, anomenat l'escocès
- Desi Arnaz Jr.: Billy dos barrets
- Jack Warden: el xèrif Henry Gilford
- David Huddleston: Copeland
- Sian Barbara Allen: Esther Spencer
- John Pearce: Spencer